# Opis (Babilonia)
Opis (en acadio, Upî o Upija) era una antigua ciudad de Babilonia, no lejos de la moderna Bagdad. No se sabe con precisión dónde se localizaba exactamente, pero según textos acadios y griegos, se situaba en la ribera este del río Tigris, cerca del río Diyala.
Opis apareció por primera vez en las fuentes en el II milenio a. C.. En el siglo XIV a. C., pasó a ser la capital de una región administrativa en Babilonia. 
Los babilonios construyeron el "canal real" entre el río Éufrates y el Tigris, que finalizaba cerca de Opis. Nabucodonosor I levantó un muro entre los dos ríos para proteger su país de una posible invasión media, que también acababa cerca de Opis.
En octubre del 539 a. C., Nabónido y Belshazzar defendieron Opis del Imperio aqueménida, a cuyo mando estaba Ciro el Grande. Los babilonios fueron derrotados en la batalla homónima y la población nativa se rebeló contra su gobierno. Ciro capturó Babilonia sin grandes dificultades. Opis fue incluida en el Camino Real Persa, que conectaba la capital del Elam, Susa, con el corazón de Asiria, y después con la capital lidia, Sardes.
En septiembre del 331 a. C., el rey macedonio Alejandro Magno venció a Darío III en la batalla de Gaugamela, y probablemente se apoderó de Opis cuando tomó Babilonia. Pocos años después, Alejandro, tras el motín del río Hífasis (ahora, Beas), se vio obligado a dar la vuelta tras la larga campaña de la India, y su ejército se rebeló en Opis (otoño del 324 a. C.). Para hacer que sus súbditos macedonios y persas convivieran en armonía, hizo un juramento de fraternidad ante 9.000 persas y macedonios en Opis, se casó con Estatira (hija de Darío) y llevó a cabo miles de uniones matrimoniales entre sus oficiales y nobles persas en Susa, poco antes de llegar a Opis.
Seleuco I Nicátor, uno de los diádocos de Alejandro, fundó el Imperio seléucida y construyó su capital, Seleucia del Tigris, en la orilla oeste el río, frente a Opis.
En el siglo II a. C., el Imperio parto conquistó el Imperio seléucida, incluyendo sus ciudades hermanas. De todas formas, el historiador romano Tácito informa de que en el siglo I a. C., los habitantes griegos y los nativos todavía conservaban sus propias instituciones. Posteriormente, los partos trasladaron su capital de Seleucia a la orilla este, y renombraron Opis como Ctesifonte.